# Chapelle Saint-Laurent de Jonquières-Saint-Vincent
La chapelle Saint-Laurent de Jonquières-Saint-Vincent est une chapelle située à Jonquières-Saint-Vincent, dans le département français du Gard en région Occitanie.

## Localisation
La chapelle est située sur la commune de Jonquières-Saint-Vincent.

## Historique
L'église est inscrite au titre des monuments historiques par arrêté du 24 décembre 1926.

## Galerie

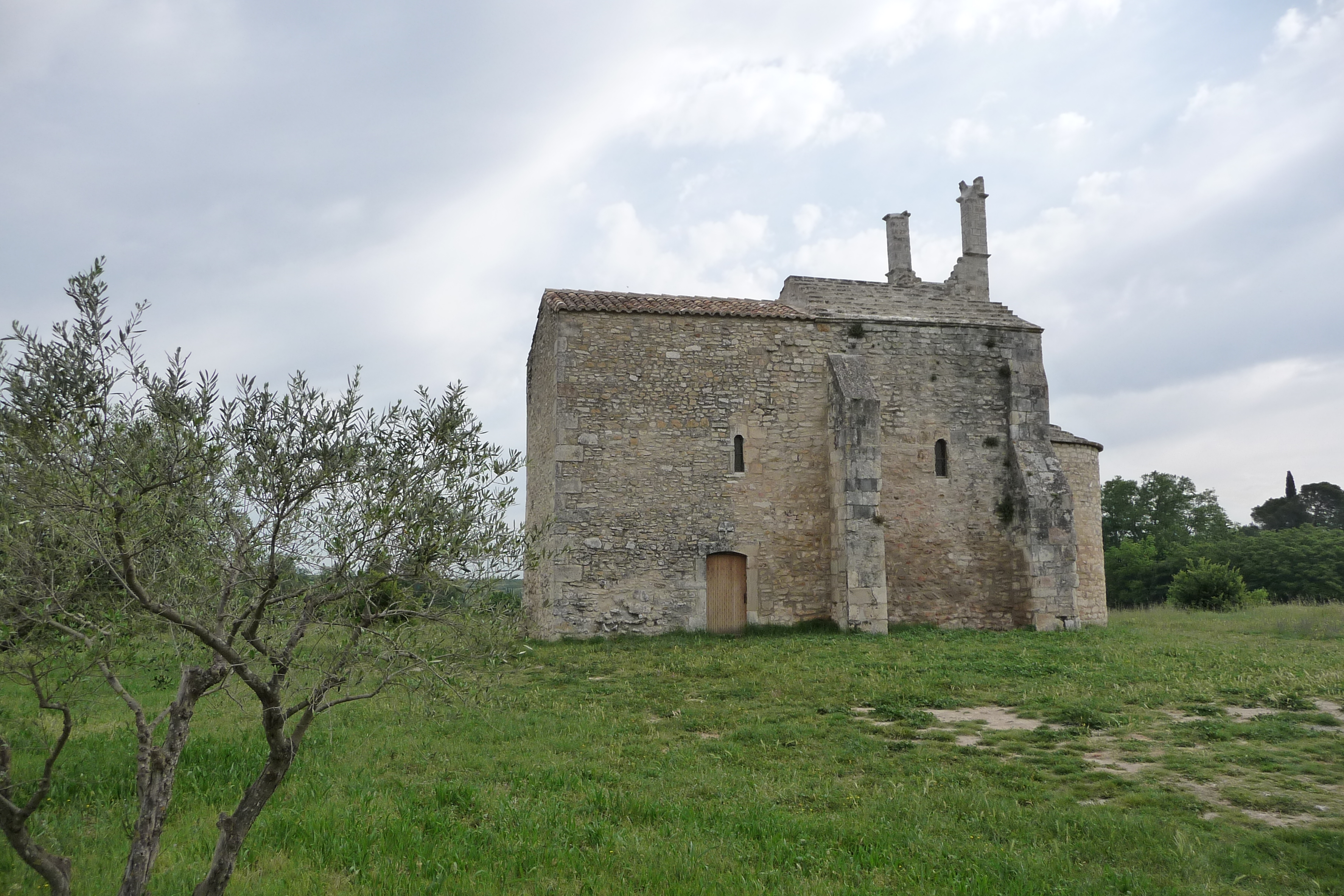
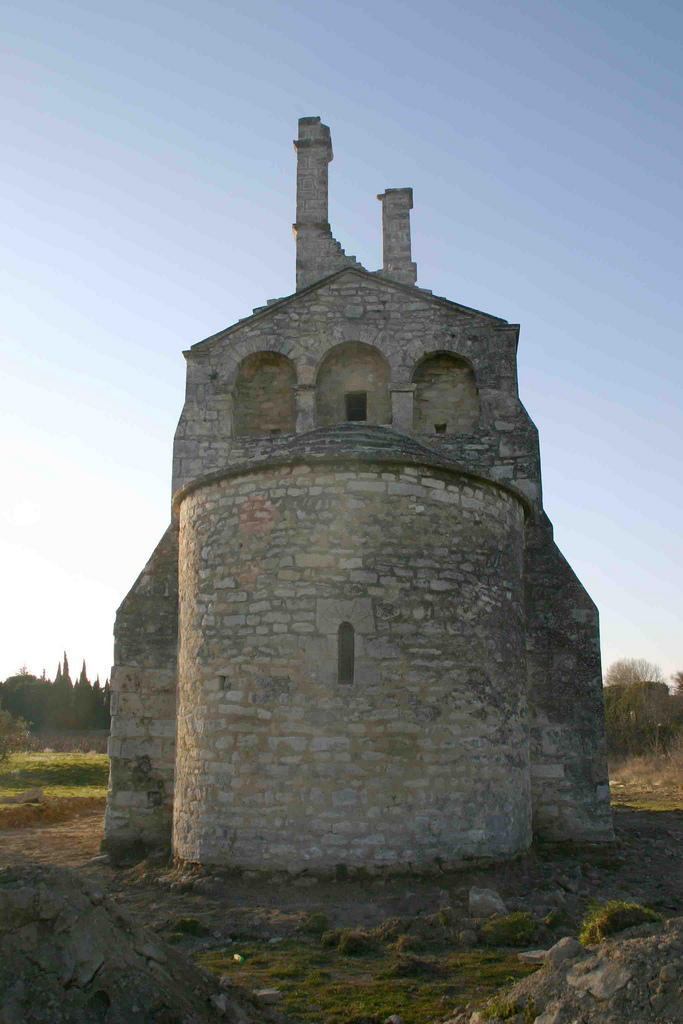
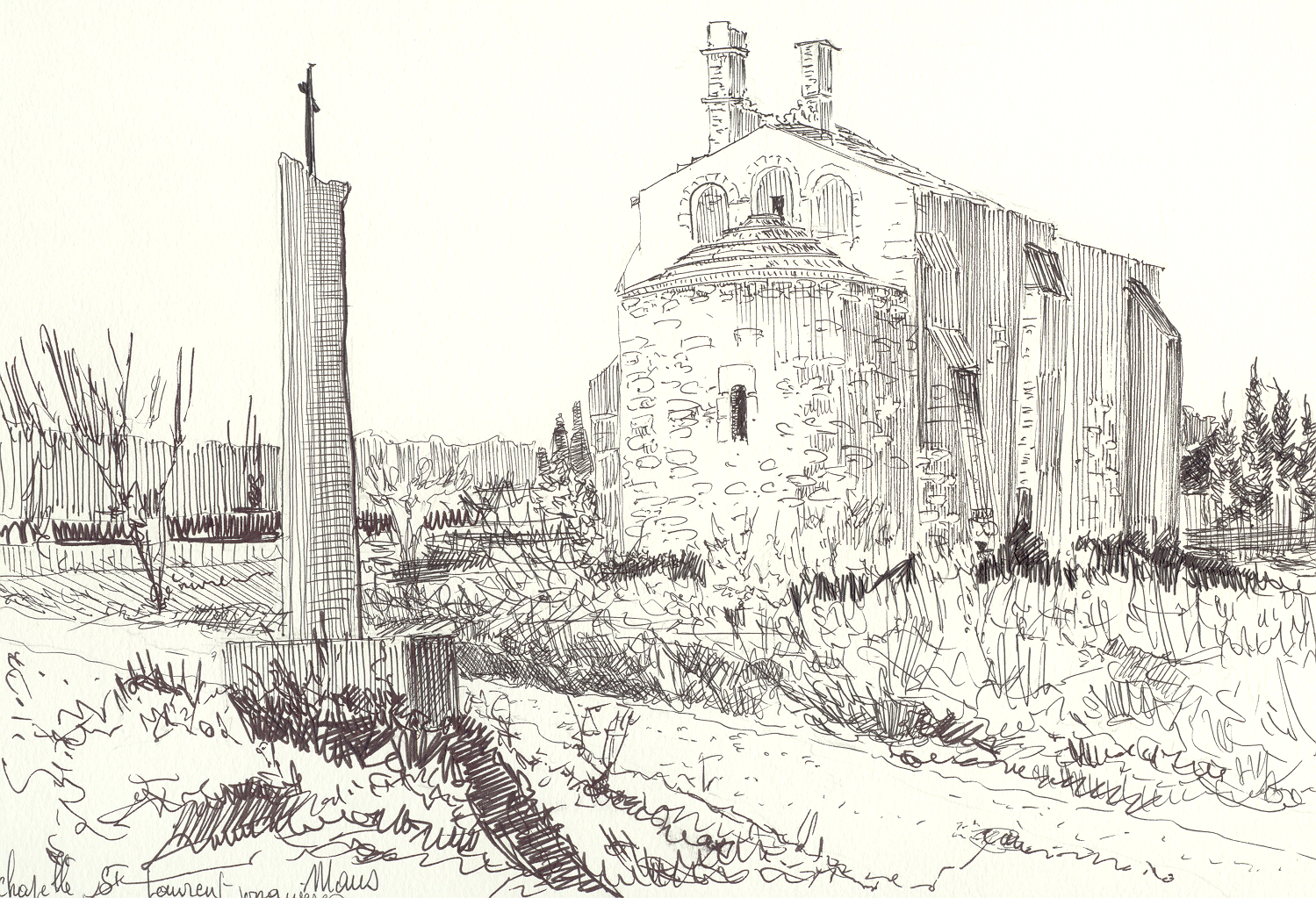